# Paul Lorenzen
Paul Lorenzen (Kiel, 24 marzo 1915 – Gottinga, 1º ottobre 1994) è stato un filosofo e matematico tedesco,  cofondatore della Scuola costruttivista di Erlangen (insieme a Wilhelm Kamlah) e inventore della semantica dei giochi (insieme a Kuno Lorenz).

## Biografia
Lorenzen nacque a Kiel nel 1915, figlio di Max Rosenkranz, che aveva un dottorato in giurisprudenza ed era di professione notaio, e Lisa Rosenkranz, nata Möhlmann.
Dopo essersi diplomato nella Pasqua del 1933 al Realgymnasium di Bad Pyrmont, lavorò per sei mesi e poi ha studiò matematica, fisica, chimica e filosofia a Kiel, Berlino e Gottinga. Nel 1933 si unì alla SA e all'Unione studentesca tedesca nazionalsocialista e nel '37 al Partito Nazionalsocialista. Dall'autunno 1934 al 1935 svolse un anno di servizio militare attivo.
A Gottinga rimase finché nel 1938 conseguì il dottorato sotto la supervisione di Helmut Hasse con una dissertazione intitolata Zur Abstrakten Begründung der multiplikativen Idealtheorie (Sulla giustificazione astratta della teoria dell'ideale moltiplicativo).  Nel 1939 divenne assistente di Wolfgang Krull all'Università di Bonn, dove rimase ufficialmente fino al '49, ma nel '40 fu arruolato come soldato. A seguito della mediazione di Hasse, Lorenzen lavorò con Wilhelm Tranow dal luglio 1940 all'aprile 1941 al progetto di decodifica della Marina. Dal 1942 fu impiegato come insegnante presso l'Accademia navale di Wesermünde e fu trasferito all'Accademia navale di Flensburg nel gennaio 1945. Tornato a Bonn, riuscì a conseguire l'abilitazione all'insegnamento universitario nel 1946 e divenne docente privato. Nel '48/'49 fu per breve tempo professore ospite a Cambridge. Nel 1949 divenne docente di storia della matematica a Bonn, dove divenne professore a contratto nel 1952. Nel 1954 assunse la direzione del neonato Carl Schurz College, presso il quale andò a vivere.
Nel 1956 fu nominato ordinario di filosofia a Kiel. Nel 1957/58 fu all'Institute for Advanced Studies di Princeton. Nel 1962 Lorenzen giunse all'Università di Erlangen dove fondò la Scuola del costruttivismo epistemologico insieme a Wilhelm Kamlah.
Nell'anno accademico 1967/1968 fu lettore per le John Locke Lectures.
Nel 1980 Lorenzen fu insignito dell'Ordine al Merito della Repubblica Federale Tedesca. Dal suo pensionamento nel 1980, visse a Gottinga, dove morì nel 1994.
Fu membro dell'Accademia delle scienze di Gottinga, dell'Institut de philosophie di Parigi e dell'Académie Internationale de Philosophie des Sciences di Bruxelles.
Lorenzen ricevette un dottorato honoris causa dall'Università di Rio de Janeiro. Il suo patrimonio si trova nell'archivio filosofico dell'Università di Costanza. Lorenzen era sposato con Käthe Dalchow dal 1939.
I suoi interessi di ricerca si focalizzarono sui fondamenti della matematica, sulla teoria della dimostrazione e sulla creazione e modifica del costruttivismo matematico.
Lorenzen insegnò alla Stanford University, all'Università del Texas e alla Boston University. Nel 1962 fu uno dei setti fondatori della Deutsche Vereinigung für mathematische Logik und für Grundlagenforschung der exakten Wissenschaften (Associazione tedesca per la logica matematica e per i fondamenti delle scienze esatte).
Mentre era già in pensione, Lorenzen scrisse una geometria elementare. Oltre all'elaborazione della protogeometria e della geometria, ha progettato una fondazione per la geometria analitica.
Nel 2009 la figlia Jutta Reinhardt diede vita alla Fondazione Paul Lorenzen che organizza regolarmente conferenze accademiche su temi filosofici e scientifici.

## Attività di ricerca
La stretta collaborazione con Kamlah portò alla pubblicazione del volume intitolato Logische Propädeutik, mentre con Kuno Lorenz lavorò alla semantica dei giochi. Con Peter Janich ha inventato la protofisica del tempo e dello spazio. Inoltre, contribuì allo sviluppo della logica costruttiva, della teoria dei tipi costruttiva e dell'analisi costruttiva.
Le ricerche sul calcolo differenziale e integrale furono dedicate a Hermann Weyl la cui tecnica permise di sviluppare un'analisi predicativa dalla quale si poteva rifondare l'analisi classica senza il principio del terzo escluso o l'assioma della scelta. Collaborò al Teorema di eliminazione del taglio di Gerhard Gentzen per trovare un modo per far progredire il Programma di Hilbert dopo i risultati di Kurt Gödel. Nel 1951  (indipendentemente da Wang Hao) eseguì una dimostrazione di consistenza per la teoria dei tipi ramificati (con assioma dell'infinito e senza assioma della riducibilità, cosicché l'analisi classica non vi era inclusa).
Nella teoria della geometria e della fisica, Lorenzen fu influenzato da Hugo Dingler, che costruì queste due scienze a partire da operazioni primitive. Lorenzen derivò una prima interpretazione di Steven Weinberg (Gravitation and Cosmology, 1972) per argomentare a favore dei propri dubbi circa gli elementi geometrici della Relatività generale, ritenendo che le equazioni di Maxwell debbano essere modificate da questa teoria.
Lorenzen fu anche influenzato dall'ermeneutica di Wilhelm Dilthey del quale amava citare l'affermazione secondo cui la conoscenza non può andare dietro la vita. La Lebensphilosophie di Dilthey consisteva nella descrizione del contesto dell'esperienza ordinaria all'interno della quale costruiamo le astrazioni della matematica e della fisica.
Come John Locke Lecturer fu il primo a utilizzare la logica normativa come base per l'etica e l'argomentazione politica. Lorenzen considerò l'etica "non capace di teoria". Invece, ascrisse alla cultura "post-tradizionale" moderna il compito di sviluppare una teoria politica per evitare le guerre civili. In contrasto con il Circolo di Vienna, Lorenzen , insieme ad altri filosofi come Friedrich Kambartel e Jürgen Habermas, sottolineò il primato della ragione etico-politica (ragion pratica) sulla ragione tecnico-teorica.
Insieme al filosofo della scienza Wolfgang Stegmüller, Lorenzen ha attirato l'attenzione sulla filosofia analitica anglo-americana nella Germania dopo post-bellica. Tuttavia, Stegmüller criticò il giustificazionismo costruttivista della scienze definendolo una "metafora seducente". Carl Friedrich von Weizsäcker ha messo a confronto la combinazione di logica e democrazia di Lorenzen con il pensiero di Nietzsche.

## Opere principali
- Paul Lorenzen, Frederick J. Crosson (traduttore), Formal Logic, Springer, New York, July 1964.
- Paul Lorenzen, Normative Logic and Ethics, Mannheim/Zurigo, 1969.
- Paul Lorenzen, John Bacon (traduttore), Differential and Integral: A constructive introduction to classical analysis, The University of Texas Press, Austin, 1971.
- Paul Lorenzen, Lehrbuch der konstruktiven Wissenschaftstheorie, Mannheim/Zurigo, 1984.
- Paul Lorenzen, Karl Richard Pavlovic (Translator), Constructive Philosophy, The University of Massachusetts Press, Amherst, 1987.